# 爆表正妹
《Pretty Girls》是美国女歌手布兰妮·斯皮尔斯和澳大利亚饶舌歌手伊基·阿塞莉娅的一首歌曲。歌曲将作为布兰妮的第9张专辑的首支单曲发行，并将于2015年5月4日释出。美国盎格鲁三重唱组合隐形人参与了歌曲的创作和制作，除此以外，阿塞莉娅、梅根·科顿和英国女子团体混合甜心也参与了歌曲的创作。

## 背景与发行
2014年9月9日，布兰妮在纽约内衣宣传于《Extra》的采访中声称新专辑的制作正“非常缓慢但日渐进行中”。当问及自己希望和谁合作时，布兰妮说：“我爱凯蒂·佩里，我想和她做些合作。抑或伊基（伊基·阿塞莉娅），这会很酷的。” 随后就有布兰妮与这两位歌手合作的传言。不久后，阿塞莉娅通过Instagram称自己已经在伦敦“表演之后为另一位白肤金发碧眼的人录制了合作曲目”， 后来还称自己已经与“一个我一直关注的人”和“另一个令我兴奋的流行女皇”完成了一次“秘密的合作。” 2014年11月21日，阿塞莉娅发推证实了自己已经与布兰妮一起工作，并称这“太不可思议了”。
2014年12月14日，阿塞莉娅于Jingle Bell Ball后台接受Kiss 108采访时，谈论了一些有关自己将于新年前夜去赌城观看布兰妮驻唱布兰妮：破碎的我的相关事宜，并宣布合作的歌曲将于2015年释出。阿塞莉娅称这样自己就能够见到布兰妮，并称自己“总是想去看布兰妮的表演”，“我们的这首歌曲将会是布兰妮新专的首支单曲，明年释出。但我还没和她说过一句话呢，所以我希望能够在大年夜见到她。”。当问及合作的情况时，阿塞莉娅回答道：“我们录制了一些不一样的东西。我觉得无可否认，它们是不错的。希望大家都能在明年初听到这首歌曲。我对此超级开心。我觉得人们会爱上并享受这首歌曲的。这是一首有趣的曲目。” 2月，阿塞莉娅发推称歌曲的一个“巨型计划正在进行中。”
2015年3月12日，布兰妮登上《告示牌》封面，在接受杂志采访时，布兰妮称自己于2014年9月开始录制新专辑，但因自己要照顾孩子的学习和生活，新专制作缓慢，不会很快释出，但会先行释出几首单曲。
不久后，布兰妮接受《人物》采访时称，歌曲将于5月5日释出。
2015年3月29日，在洛杉矶iHeartRadio音乐大奖红毯上，阿塞莉娅确认了歌曲将收录于布兰妮的新专辑中。 2015年4月9日，布兰妮在推特上分享了一张音乐录像带的拍摄图片，并分享了歌曲的一句歌词“Girls roll [up], windows roll [down], [eyes] on us, jaws on the ground.” 2015年4月30日，歌曲的单曲封面正式释出，在封面中，两位歌手出现在类似于80年代电影《外星奇缘》外太空场景中。 5月2日，整首歌曲在官方首播前2日提前在网络泄露。

## 创作
2015年4月26日，阿塞莉娅在接受《今日美國》的採訪時說：“你確實需要（和）一個搭檔唱這首歌，這首歌真的很有趣。它是一首能夠讓你準備好向他人尖叫的一首具有古典和女性色彩的歌曲。”

## 商业成绩
官方网站预测《Pretty Girls》将以约100,000次数字下载被《告示牌》空降美国告示牌百强单曲榜前40名。 由于缺少流媒体支持，歌曲在爱尔兰单曲榜下载榜排行第19位， 2015年5月7日，《Pretty Girls》于爱尔兰单曲榜空降第64名。  在澳大利亚，歌曲于2015年5月11日空降澳大利亚单曲榜第40名， 成为布兰妮第31支进入单曲榜前50的歌曲和第32支进入单曲榜前100的歌曲。

## 音乐录像带

### 背景
2015年3月，布兰妮在一个于夏威夷度假拍摄的影片中称：“我正把自己晒黑，因为我要为音乐录像带的拍摄做准备了。” 3月29日，阿塞莉娅宣布自己将参与音乐录像带的导演，这是阿塞莉娅首次导演他人歌曲的音乐录像带。 也是阿塞莉娅第3次导演音乐录像带。
2015年4月9日，布兰妮和阿塞莉娅开始于洛杉矶斯蒂迪奥城拍摄音乐录像带，随后，布兰妮在推特上分享了音乐录像带的拍摄照片。 音乐录像带复原了20世纪80年代的场景。布兰妮穿着动物花纹的露脐上衣，破裂的牛仔裤，并戴着太阳镜，打着三角耳环，涂上粉色口红。阿塞莉娅则身穿牛仔夹克。两人一同坐在黄色的吉普车上。 阿塞莉娅随后亦在她的Instagram账号上发布了自己拍摄音乐录像带时的自拍。 同日，阿塞莉娅换上了另一套服装，上身衣服为绿色，下身裤子为乌黑镶嵌的打底裤，并穿着蓝色的高跟鞋。 2015年4月10日，两人继续拍摄音乐录像带。布兰妮和昨日穿着同样的服装，但发型稍有变化。布兰妮被拍摄和一群男伴舞一起洗车热舞。同日一位路过音乐录像带拍摄的粉丝录制了歌曲的片段，并上传至了网络。

### 发行与反响
音乐录像带于5月3日正式发行。

## 发行形式与曲目列表
- 数字下载[29]

1. "Pretty Girls" – 2:44

## 现场表演
2015年4月22日，《告示牌》确认布兰妮和阿塞莉娅将于5月17日2015年公告牌音乐奖首次现场表演歌曲，并称其将为“近年来最大的流行时刻。”

## 榜单
| 榜单 （2015年）                      | 最高 排位 |
| ------------------------------------ | --------- |
| 澳大利亚（澳大利亚唱片业协会單曲榜） | 28        |
| 奥地利（Ö3四十强单曲榜）             | 70        |
| 比利时佛兰德（Ultratip榜外單曲榜）   | 1         |
| 比利时瓦隆（Ultratop五十强单曲榜）   | 22        |
| 比利时佛兰德（Ultratop城市榜）       | 15        |
| 智利 (Top 20 Chart)                  | 18        |
| 加拿大（Canadian Hot 100）           | 13        |
| 加拿大 CHR/Top 40 (Billboard)        | 31        |
| 芬蘭（芬兰官方下载榜）               | 16        |
| 法国（法國唱片出版業公會單曲榜）     | 25        |
| 德國 (Official German Charts)        | 88        |
| 希臘 (Billboard Digital Songs)       | 6         |
| 匈牙利（四十強單曲榜）               | 11        |
| 愛爾蘭（愛爾蘭唱片音樂協會单曲榜）   | 64        |
| 意大利 (FIMI)                        | 58        |
| 西班牙（西班牙音樂製作協會）         | 5         |
| 瑞典 (DigiListan Digital Songs)      | 5         |
| 美国（《告示牌》百大單曲榜）         | 29        |
| 美國（《告示牌》Pop Airplay）        | 23        |

## 发行历史
| 国家   | 日期          | 形式         | 厂牌     |
| ------ | ------------- | ------------ | -------- |
| 美国   | 2015年5月4日  | 数字下载     | RCA      |
| 法国   | 2015年5月4日  | 数字下载     | 索尼音乐 |
| 德国   | 2015年5月4日  | 数字下载     | 索尼音乐 |
| 意大利 | 2015年5月4日  | 数字下载     | 索尼音乐 |
| 西班牙 | 2015年5月4日  | 数字下载     | 索尼音乐 |
| 美国   | 2015年5月5日  | 主流电台     | RCA      |
| 美国   | 2015年5月5日  | 跨界节奏电台 | RCA      |
| 意大利 | 2015年5月8日  | 电台串流     | 索尼音乐 |
| 德国   | 2015年6月5日  | CD单曲       |          |
| 英国   | 2015年6月14日 | 数字下载     | RCA      |